# Donsin (Boulsa)
Pour les articles homonymes, voir Donsin.
Donsin est un village du département et la commune rurale de Boulsa, situé dans la province du Namentenga et la région du Centre-Nord au Burkina Faso.

## Géographie

### Situation et environnement
Donsin est situé à 10 km à l'ouest de Bonam et à une vingtaine de kilomètres au nord-ouest de Boulsa, le chef-lieu du département et de la province.

### Démographie
- En 2006, le village comptait 2 368 habitants[1].

## Transports
Le village est accessible par la route départementale le reliant
- au nord-ouest depuis la sortie sud-ouest de Pibaoré (sur la route nationale 15 reliant depuis la frontière avec le Mali au nord-ouest du pays en passant par Ouahigouya, Kongoussi et Kaya, puis Boulsa, Pouytenga jusqu'à Sapaga sur la route nationale 4) ;
- au sud à 3 km de la route régionale 2 (reliant Korsimoro à Boulsa).

## Éducation et santé
Donsin accueille une école primaire publique,.
Le centre de soins le plus proche de Donsin est le centre de santé et de promotion sociale (CSPS) de Bonam tandis que le centre de médical avec antenne chirurgicale (CMA) de la province se trouve à Boulsa.